# Tomáš Hocke
Tomáš Hocke (* 23. července 1975 Turnov) je český politik a inženýr-projektant/architekt, od roku 2016 zastupitel Libereckého kraje, od roku 2013 starosta města Turnov na Semilsku, od roku 2024 místopředseda hnutí SLK.
Poprvé kandidoval v komunálních volbách v roce 2006 do zastupitelstva města Turnov na kandidátce Nezávislého bloku (sdružení nezávislých kandidátů), kdy nebyl úspěšný. V následujících volbách do zastupitelstev obcí (2010) byl zvolen zastupitelem města (kandidátka NEZÁVISLÝ BLOK - SNK) a mandát obhájil i v následujících volbách - 2014 (Nezávislý blok - SNK), 2018 (NEZÁVISLÝ BLOK) a 2022 (Nezávislý blok).
Starostou Turnova se stal v roce 2013, kdy dosavadní starostka PhDr. Hana Maierová na post rezignovala, z důvodu přijetí funkce krajské radní Libereckého kraje po krajských volbách 2012. Je místopředsedou Sdružení obcí Libereckého kraje (SOLK).
V letech 2016 a 2020 úspěšně kandidoval do krajského zastupitelstva Libereckého kraje za Starosty pro Liberecký kraj. Také ve volbách v roce 2024 obhájil z pozice člena hnutí SLK post zastupitele Libereckého kraje.
Žije v Turnově, je ženatý a má 3 dcery. Je členem profesního sdružení Česká komora autorizovaných inženýrů a techniků činných ve výstavbě (ČKAIT).
Ve sněmovních volbách v roce 2025 kandiduje na 4. místě kandidátní listiny hnutí STAN v Libereckém kraji.